# 亚历山大·谢尔盖耶维奇·谢尔巴科夫

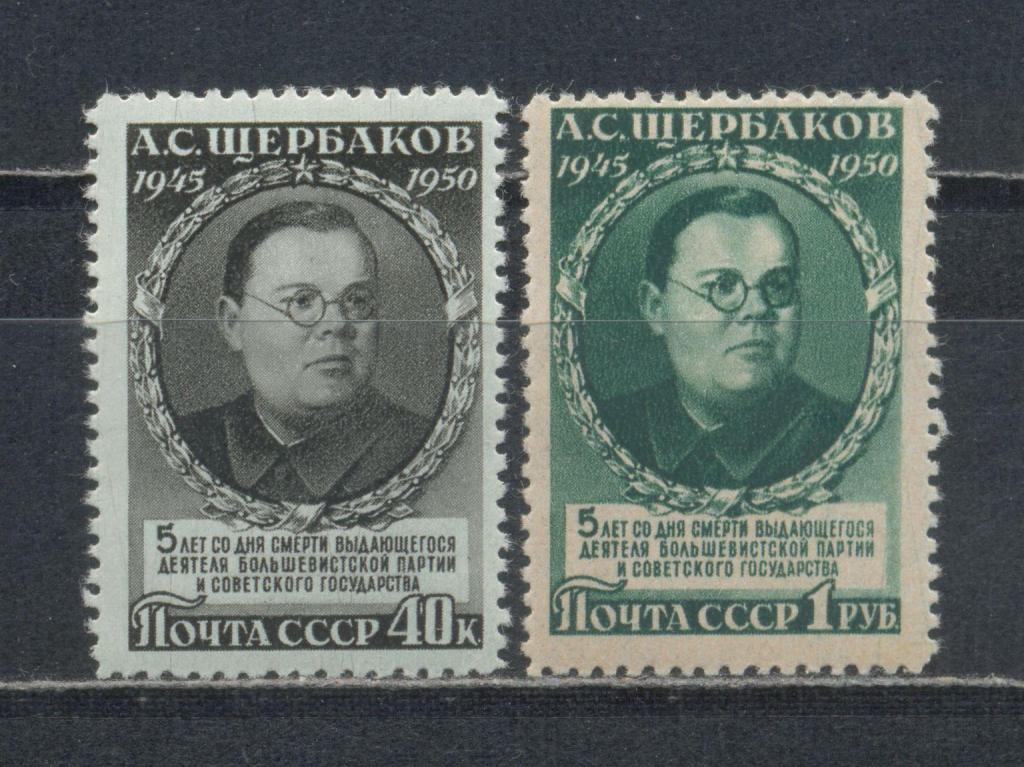
谢尔巴科夫的邮票

亚历山大·谢尔盖耶维奇·谢尔巴科夫（俄語：Алекса́ндр Сергеевич Щербаков，1901年9月27日—1945年5月10日），苏联政治军事人物，曾任苏联红军总政治部主任、苏联副国防人民委员兼苏联新闻局局长。

## 生平
谢尔巴科夫生于俄罗斯帝国莫斯科省附近的鲁扎。1907年谢尔巴科夫的父亲去世，全家搬到雷宾斯克。谢尔巴科夫在当地上了小学，12岁起到印刷厂当学徒，后来还在铁路上工作。1917年，谢尔巴科夫参加赤卫军。1918年加入俄国共产党，参与组织雷宾斯克的青年工人联盟。同年夏天参与平定雅罗斯拉夫尔省白卫军的叛乱。1919－1921年先后任俄国共产主义青年团中央委员会突厥斯坦局委员和突厥斯坦共产主义青年团中央委员会主席团委员。1921－1924年在斯维尔德洛夫共产主义大学学习。 
1924年起，谢尔巴科夫在下诺夫哥罗德省（高尔基州）从事党务工作，历任区委部长、区委书记、《下诺夫哥罗德公社报》编辑、省委部长和穆罗姆专区区委书记。1930－1932年就学于红色教授学院。1932－1936年在联共（布）中央机关任职。1934年,谢尔巴科夫协助马克西姆·高尔基组建苏联作家协会，后任苏联作家协会第一任书记。1936－1938年先后任联共（布）列宁格勒第二书记、伊尔库茨克州第一书记和乌克兰共产党（布）顿涅茨克州委第一书记。1937年当选为苏联最高苏维埃代表。1938－1945年任莫斯科州委兼市委第一书记。 
1939年，谢尔巴科夫在党的第18次代表大会上当选为联共（布）中央委员。1941年起为中央政治局候补委员兼任联共（布）中央书记.是莫斯科战役的领导人之一。1942年起继列夫·扎哈洛维奇·麦赫利斯之后任苏联红军政治部主任、苏联副国防人民委员和苏联新闻局局长。他在军队中开展政治工作，表现出卓越的组织才能。1943年被授予上将军衔。格奥尔基·朱可夫在总结苏德战争胜利的原因时，特别提到了叶菲姆·阿法纳西耶维奇·夏坚科负责的总编练部、安德烈·瓦西里耶维奇·赫鲁廖夫负责的总后勤部、潘捷列伊蒙·康德拉季耶维奇·波诺马连科负责的游击运动和谢尔巴科夫负责的总政治部的作用，朱可夫认为斯大林很尊敬和信任他谢尔巴科夫，谢尔巴科夫属于那种“善于在首都保卫者的心中燃起对法西斯匪徒炽烈的仇恨之火”的人。
1945年5月10日，刚刚获悉苏德战争胜利消息后不久的谢尔巴科夫因心脏病发作去世，葬于莫斯科红场克里姆林宫墙下，赫鲁晓夫在自己的回忆录中认为他是为了讨好斯大林过量饮酒所致。谢尔巴科夫共获得列宁勋章3枚，一级苏沃洛夫勋章、一级库图佐夫勋章和一级卫国战争勋章各1枚，奖章多枚。谢尔巴科夫的姐夫是列宁格勒第一书记安德烈·亚历山德罗维奇·日丹诺夫，大儿子亚历山大·谢尔巴科夫是米高扬设计局的功勋试飞员兼高级工程师，苏联英雄，小儿子伊万·谢尔巴科夫成为了物理学家，俄罗斯科学院院士。